# 石垣りん
石垣 りん（いしがき りん、女性、1920年（大正9年）2月21日 - 2004年（平成16年）12月26日）は、日本の詩人。東京府東京市赤坂区（現在の東京都港区）生まれ。銀行員として働きながら、詩を次々と発表。主な詩集として、『私の前にある鍋とお釜と燃える火と』(1959年)、『表札など』(1968年)、『略歴』(1979年)、『やさしい言葉』(1984年)。代表作に「表札」。「断層」「歴程」同人。
第19回H氏賞、第12回田村俊子賞、第4回地球賞受賞。教科書に多数の作品が収録されており、また合唱曲の作詞でも知られる。

## 年譜
- 1920年 東京赤坂の薪炭商の第1子として生まれる[2]。その後、1945年5月にアメリカ軍の空襲によって自宅が全焼するまで赤坂に住んでいた[3]。
- 1922年 弟（長男）が生まれる。
- 1924年 関東大震災の時の怪我が元で母、死去。同年に生まれた妹（次女）は、静岡県西伊豆の母の実家[4]に預けられる。以後18歳までに3人の義母、3人の妹、2人の弟を持つが、死別や離別を経験する。
- 1926年 仲之町尋常小学校に入学。
- 1927年 父が亡妻の妹と再婚。
- 1929年 義母が死去。
- 1930年 父が再婚。
- 1931年 妹（三女）が生まれる。
- 1932年 赤坂高等小学校に入学。氷川図書館で詩集を読み、作文の時間に詩を提出していた。
- 1933年 妹（四女）が生まれる。
- 1934年 高等小学校を卒業、好きなことをしたくて働くことを選び[5]、日本興業銀行に事務見習いとして就職。初任給は18円（昼食支給）。以来1975年の定年まで勤務し、家族の生活を支えた[6]。仕事の合間をぬって、『少女画報』『女子文苑』などに投稿する。
- 1935年 弟（次男）が生まれる。
- 1936年 妹（三女）が千葉県の伯父の養女に。翌月、妹（四女）が死去。
- 1937年 父が離婚。
- 1938年 父が再婚。西伊豆から妹（次女）が戻る。福田正夫の指導下、女性だけの同人誌『断層』を創刊。
- 1941年 『女子文苑』が『断層』に合併する。
- 1942年 妹（次女）が死去。同年、父の前妻が死去。
- 1943年 弟（長男）が出征。
- 1945年 5月、アメリカ軍の空襲によって自宅が全焼、家族が離散する。敗戦後、10坪ほどの借家に家族6人（祖父、父、母、弟2人）が集まる。
- 1946年 職場の機関誌に詩を載せるようになる。
- 1948年 同人誌『銀河系』に参加。
- 1950年 銀行従業員労働組合の執行部としてメーデーに参加する。「翌六月には朝鮮動乱がはじまり、七月には各業界にレッドパージ旋風がおこる、前夜の明るさなのでした。みな、過ぎてみてわかったことです。」と、石垣は述べている[7]。
- 1951年 『銀行員の詩集』（全国銀行従業員組合連合会刊行、選者壺井繁治、大木惇夫）に4篇が収録される。
- 1952年 『銀行員の詩集』（選者伊藤信吉、野間宏）に「私の前にある鍋とお釜と燃える火と」を含む4篇が収録される。同アンソロジーは1960年まで計10冊刊行された。このことをきっかけとして、日本現代詩人会への仲間入りをさそわれた[8]。「男たちの既に得たものは、ほんとうに、すべてうらやむに足りるものなのか。女のして来たことは、そんなにつまらないことだったのか。という疑いを持ち続けていたので、職場の組合新聞で女性特集号を出すから、と言われたとき、書いたのが「私の前にある鍋とお釜と燃える火と」でした。」と石垣は述べている[9]。
- 1953年 祖父が死去。
- 1957年 父が死去。
- 1958年 椎間板ヘルニアをわずらい入院、手術を4回受けた。石垣はその時のことを「よい顔と幸福[10]」の中で以下のように書いている。「保険のない女中さんが、もう少しいればよいのに、というような容態であるのに『はずかしいけど、私お金が無いのよ』と言って退院したり、10日目毎の支払日に自分の手術料の金額を気にしている主婦をみるのは、つらかった。」
- 1959年 第1詩集『私の前にある鍋とお釜と燃える火と』を刊行。
- 1965年 同人誌『歴程』に参加。1988年まで所属。
- 1968年 第2詩集『表札など』を刊行。
- 1969年 第2詩集『表札など』で第19回H氏賞を受賞。
- 1970年 大田区のアパートで一人暮らしを始める。
- 1971年 2冊の詩集および未刊詩篇を収録した『現代詩文庫46 石垣りん詩集』を刊行。翌年、これにより第12回田村俊子賞を受賞。
- 1973年 第1散文集『ユーモアの鎖国』を刊行。
- 1974年 母が死去。
- 1975年 日本興業銀行を定年退職(55歳)。それまでを振り返って「職業と生活は、年月がたつほど私を甘やかしてはくれなかったので、結局そこで学びとらされたのは社会と人間についてでした。戦争も、空襲も、労働組合も、です。」と述べている[11]。
- 1979年 第3詩集『略歴』を刊行。第4回地球賞[1]を受賞。妹（三女）が死去。
- 1980年 第2散文集『焔に手をかざして』を刊行。
- 1984年 第4詩集『やさしい言葉』を刊行。
- 1988年 弟（長男）、死去。第3散文集『夜の太鼓』を刊行。
- 1999年 NHK全国学校音楽コンクール課題曲として「この世の中にある」を作詞。
- 2000年 絶版となっていた第1～第4詩集の再刊が始まり、詩集としては異例とも言えるほどの売れ行きを記録した。
- 2004年 心不全のため東京都杉並区の浴風会病院で死去。戒名は文誉詩章鱗光大姉[12]。父母の眠る南伊豆町子浦の西林寺に葬られる[13]。
- 2009年 父の出身地である静岡県南伊豆町の町立図書館内に「石垣りん文学記念室」が開設される。開設にあたっては、全国から1400万円余の募金が寄せられた。

## 著作

### 詩集
- 『私の前にある鍋とお釜と燃える火と』第1詩集。1959年、書肆ユリイカ刊。1988年、石垣りん文庫1として花神社より再発行。2000年、童話屋 より再刊。
- 『表札など』第2詩集。1968年、思潮社刊。1989年、石垣りん文庫2として花神社より再発行。2000年、童話屋より、2008年、思潮社より再刊。
- 『現代詩文庫46 石垣りん詩集』1971年、思潮社刊。第1詩集、第2詩集の全篇、および未刊詩篇を収録。
- 『略歴』第3詩集。1979年、花神社刊。1987年、石垣りん文庫3として再発行。2001年、童話屋より再刊。
- 『現代の詩人5 石垣りん』1983年、中央公論社刊。
- 『やさしい言葉』第4詩集。1984年、花神社刊。1987年、石垣りん文庫4として再発行。2002年、童話屋より再刊。
- 『空をかついで』選詩集。1997年、童話屋刊。
- 『石垣りん詩集』選詩集。1998年、角川春樹事務所刊（ハルキ文庫）。選者粕谷栄市。
- 『詩と歩こう6 宇宙の片隅で 石垣りん詩集』選詩集。2004年、理論社刊。選者水内喜久雄、伊藤香澄絵。
- 『レモンとねずみ』2008年、童話屋刊。
- 『石垣りん詩集』伊藤比呂美編 岩波文庫 2015年。

### 散文集
- 『ユーモアの鎖国』1973年、北洋社刊。1981年、講談社より再刊。1987年、筑摩書房より文庫刊行（ちくま文庫)、2006年筑摩eBOOKS。
- 『焔に手をかざして』1980年、筑摩書房刊。1992年、文庫刊行。
- 『夜の太鼓』1988年、筑摩書房刊。2001年、文庫刊行。
- 『詩の中の風景 くらしの中によみがえる』婦人之友社 1992年。

### 編著
- 『家庭の詩』 - 1981年、筑摩書房刊（詩のおくりもの3）